# Ортега, Амансио
Ама́нсио Орте́га Гао́на (род. 28 марта 1936 года, Бусдонго, Леон, Испания) — испанский предприниматель, миллиардер, основатель (вместе с бывшей женой Росалией Мерой) и экс-президент Inditex; компании принадлежит 6750 магазинов в 88 странах мира. Кроме того, Ортега инвестировал в недвижимость во Флориде, Мадриде, Лондоне и Лиссабоне, газовую промышленность, туризм и банки. Владеет долей в футбольной лиге и конкурным полем. В конце 2009 года Министерство иностранных дел и международного сотрудничества Испании наградило Амансио Ортега орденом «За гражданские заслуги».
В июне 2012 года был признан агентством Bloomberg богатейшим человеком в Европе с состоянием более 39,5 млрд долларов США. С 2013 года входит в тройку самых богатых людей мира по версии журнала Forbes. В 2015 и 2016 годах, согласно данным Forbes, стал самым богатым человеком планеты. В 2020 году его состояние оценивается в $55,1 млрд – он занимает 6-е место в рейтинге богатейших людей планеты.

## Биография
Амансио Ортега родился в семье железнодорожника, мать работала служанкой у богатой семьи немецких финансистов. Из-за бедности семьи Амансио не смог закончить даже средней школы и с 13 лет начал работать посыльным в магазине рубашек. В 1950 году его берут на работу в галантерейный магазин La Maja, где уже работали его брат Антонио, сестра Пепита, а позже и Росалия Мера, которая в будущем станет его первой женой.
Когда Амансио исполнилось четырнадцать лет, семья переехала в Ла-Корунью (Галисия) вслед за переводом туда отца.
Здесь он вначале занимался гофрированием тканей, потом драпировкой и наконец стал подмастерьем у одного итальянского модельера.
Хозяин ателье как-то сказал отцу будущего магната индустрии мод: «Знаешь, портного из него не получится, портной должен быть лёгким, общительным».
В 1960-х годах Амансио стал менеджером в одном из магазинов.
В 1972 году в 37 лет Амансио открыл свою трикотажную фабрику, которая называлась Confecciones GOA (инициалы в обратном порядке).
Поначалу он вместе со своей первой женой Росалией Мерой шил халаты, ночные рубашки и женское бельё в гостиной собственного дома.
В 1975 году немецкий партнёр неожиданно отменил заказ на крупную партию белья, в который Амансио уже вложил весь свободный капитал.
Чтобы спасти бизнес, супруги решили продавать одежду самостоятельно и 15 мая 1975 года открыли собственный магазинчик на одной из центральных улиц Ла-Коруньи под названием Zorba. Первоначально магазин был назван в честь их любимого персонажа Энтони Куинна из фильма «Грек Зорба», однако из-за проблем с регистрацией магазин пришлось сразу же переименовать в Zara. В 1985 году на основе сети магазинов Zara создал корпорацию Inditex. В 1986 году разорвал отношения со своей первой женой.
Первый магазин Zara за рубежом появился в 1988 году в Порту в соседней Португалии. В 1989 году магазин Zara появился в Нью-Йорке, в 1990 году — в Париже. И уже через 10 лет после открытия первого магазина Амансио Ортега создал производственно-торговый холдинг — Industria de Diseno Textil Sociedad Anonima (Inditex), который к концу 1990 года уступал лишь компаниям Gap (США) и H&M (Hennes & Mauritz; Швеция).
В 1991 году появляется сеть Pull and Bear, кроме того, Inditex приобретает 65 % группы Massimo Dutti, а через пять лет эта марка полностью переходит в собственность Inditex. В 1998 году создаётся сеть магазинов Bershka, специализирующаяся на одежде для молодых девушек. В 1999 году — магазины Stradivarius.
В 2001 году Inditex провела IPO, продав 25 % акций, что принесло 2,3 миллиарда долларов США. Тогда же появляется торговая марка Oysho для специализирующихся на нижнем белье магазинов. В этом же году создал Фонд «Амансио Ортега» (частная некоммерческая организация, которая направлена на содействие всех видов деятельности в области исследований, образования и науки).
В 2003 году Ортега открыл первый магазин Zara в России.
В 2011 году Амансио Ортега оставил пост председателя правления Inditex.
В декабре этого же года за 536 млн долларов США Ортега приобрёл у Эстер Копловиц Torre Picasso, 43-этажный небоскреб в Мадриде. Ранее им был куплен также Epic Residences & Hotel, 54-этажный кондоминиум и отель на побережье Майами.

## Семья
Женат во второй раз: первая жена — Росалия Мера (до 1986 года), вторая — Флора Перес Маркоте (с 2001 года по настоящее время).
Имеет троих детей: Сандра, Маркос (родился с тяжёлой формой врождённой инвалидности), Марта (1984 г. р.; от второй жены; рождена до брака).
В феврале 2012 года Марта Ортега Перес (исп. Marta Ortega Pérez), работающая в Inditex, вышла замуж за звезду испанского конного спорта Серхио А́львареса Мойю. В браке родился сын. В 2015 году пара развелась.
В 2018 Марта снова вышла замуж. Ее нынешний муж Карлос Торретта – успешный модельный агент и сын испанского модельера Роберто Торретты. Он работал в Нью-Йорке, где представлял интересы Адрианы Лимы, Кендалл Дженнер и других звезд подиума. Роман Марты и Карлоса начался в середине 2016 года, а в марте 2018-го пара поженилась. Платье невесты было разработано модным домом Valentino.

## Увлечения и хобби
Амансио Ортега увлекается верховой ездой и разведением кур.